# Spitalamt Heilig Geist
Das Spitalamt Nürnberg war ein Amt der Reichsstadt Nürnberg.

## Beschreibung
Ursprünglich wurde das Stiftungsvermögen des Heilig-Geist-Spitals vom Franziskanerkloster Nürnberg verwaltet. Mit dem Einzug der Reformation wurde dafür das Spitalamt konstituiert. An der Spitze stand ein patrizischer Pfleger, der jährlich den fünf Ratswählern, die als Oberpfleger und Rechenherren fungierten, rechenschaftspflichtig war. Er sollte v. a. das in der Grundherrschaft fundierte Stiftungsvermögen verwalten. Von 1517 bis 1585 verwaltete das Heilig-Geist-Spital bzw. Spitalamt die Rieterstiftung. Ab 1596 wurde das Katharinenamt in Personalunion mit dem Spitalamt geführt. 1798 floss das Stiftungsvermögen der Rieterstiftung in das Spitalamt ein. 1801 wurde das Stiftungsvermögen der Mendelschen Zwölfbrüderhausstiftung überführt, 1807 das Stiftungsvermögen der Siechkobelstiftung St. Leonhard. 1808 wurde das Spitalamt aufgelöst.
Hochgerichtliche Befugnisse hatte das Spitalamt nicht. Es hatte allerdings über folgende Orte die Dorf- und Gemeindeherrschaft:
Ailsbach, Brunn, Dehnberg, Doos, Eckmannshofen, Freiröttenbach, Frohnhof (zum Teil), Germersberg, Großbellhofen, Laipersdorf, Lochhof, Schwimbach, Simonshofen, Veldershof, Wendelstein (zum Teil) und Wendelstein am Berg.
Das Spitalamt hatte weit über den Nürnberger Raum hinaus grundherrschaftliche Ansprüche in den Hochgerichtsbezirken der Reichsstadt Weißenburg, Brandenburg-Ansbach, Brandenburg-Bayreuth, Hochstift Bamberg, Hochstift Eichstätt, Pfalz-Bayern und der Grafschaft Castell. Gegen Ende des 18. Jahrhunderts waren es 617 Anwesen in 153 Orten.

## Grundherrschaft
GH gibt die Zahl der Anwesen an, über die das Spitalamt die Grundherrschaft hatte. ∑ gibt die Gesamtzahl der Anwesen des Ortes an. % gibt den prozentualen Anteil an. Hochgericht1 gibt die Herrschaft an, die hochgerichtliche Befugnisse hatte. Hochgericht2 gibt, soweit vorhanden, eine weitere Herrschaft an, die entweder die hochgerichtlichen Befugnisse von Hochgericht1 bestritt (⚔) oder gemeinsam (⚭) mit ihr ausübte.
| Ort                         | GH  | ∑   | %   | Hochgericht 1          | Hochgericht 2          |
| --------------------------- | --- | --- | --- | ---------------------- | ---------------------- |
| Affalterbach                | 002 | 004 | 050 | Reichsstadt Nürnberg   |                        |
| Aicha                       | 005 | 011 | 045 | Reichsstadt Nürnberg   |                        |
| Ailsbach                    | 007 | 007 | 100 | Hochstift Bamberg      |                        |
| Altenthann                  | 003 | 032 | 009 | Reichsstadt Nürnberg   | Brandenburg-Ansbach ⚔  |
| Arzlohe                     | 001 | 010 | 010 | Reichsstadt Nürnberg   |                        |
| Asbach                      | 001 | 006 | 017 | Brandenburg-Ansbach    |                        |
| Banderbach                  | 007 | 017 | 041 | Brandenburg-Ansbach    |                        |
| Barthelmesaurach            | 001 | 025 | 004 | Brandenburg-Ansbach    |                        |
| Bechthal                    | 002 | 017 | 012 | Hochstift Eichstätt    |                        |
| Bertelsdorf                 | 002 | 004 | 050 | Brandenburg-Ansbach    |                        |
| Bondorf                     | 006 | 015 | 040 | Brandenburg-Bayreuth   | Reichsstadt Nürnberg ⚔ |
| Breitenbrunn                | 001 | 014 | 003 | Reichsstadt Nürnberg   |                        |
| Brunn                       | 010 | 010 | 100 | Reichsstadt Nürnberg   | Brandenburg-Ansbach ⚔  |
| Bullach                     | 003 | 022 | 014 | Pfalz-Bayern           | Reichsstadt Nürnberg ⚭ |
| Burgfarrnbach               | 002 | 113 | 002 | Hochstift Bamberg      |                        |
| Dachstadt                   | 010 | 028 | 036 | Reichsstadt Nürnberg   |                        |
| Dehnberg                    | 009 | 011 | 082 | Reichsstadt Nürnberg   |                        |
| Demantsfürth                | 001 | 021 | 005 | Brandenburg-Bayreuth   |                        |
| Doos                        | 004 | 004 | 100 | Reichsstadt Nürnberg   | Brandenburg-Ansbach ⚔  |
| Eckershof                   | 001 | 003 | 033 | Brandenburg-Ansbach    |                        |
| Eckmannshofen               | 008 | 010 | 080 | Brandenburg-Ansbach    |                        |
| Egelsee                     | 001 | 001 | 100 | Reichsstadt Nürnberg   |                        |
| Emsing                      | 001 | 041 | 002 | Hochstift Eichstätt    |                        |
| Erlastrut                   | 001 | 003 | 033 | Reichsstadt Nürnberg   |                        |
| Esselberg                   | 001 | 020 | 005 | Hochstift Eichstätt    |                        |
| Etlaswind                   | 002 | 011 | 018 | Reichsstadt Nürnberg   |                        |
| Feucht                      | 004 | 075 | 005 | Brandenburg-Ansbach    | Reichsstadt Nürnberg ⚔ |
| Flexdorf                    | 002 | 007 | 029 | Brandenburg-Ansbach    |                        |
| Freiröttenbach              | 003 | 016 | 019 | Pfalz-Bayern           |                        |
| Frickenfelden               | 003 | 034 | 009 | Brandenburg-Ansbach    |                        |
| Frimmersdorf                | 001 | 016 | 006 | Hochstift Bamberg      |                        |
| Frohnhof                    | 004 | 014 | 029 | Reichsstadt Nürnberg   |                        |
| Fuchsmühle                  | 001 | 001 | 100 | Reichsstadt Nürnberg   | Brandenburg-Ansbach ⚔  |
| Furth                       | 001 | 010 | 010 | Brandenburg-Ansbach    |                        |
| Gärten nördlich der Pegnitz | 007 |     |     | Reichsstadt Nürnberg   | Brandenburg-Bayreuth ⚔ |
| Germersberg                 | 011 | 023 | 048 | Pfalz-Bayern           |                        |
| Gersdorf                    | 001 | 035 | 003 | Hochstift Eichstätt    |                        |
| Gersdorf                    | 002 | 021 | 010 | Reichsstadt Nürnberg   | Brandenburg-Ansbach ⚔  |
| Göddeldorf                  | 002 | 008 | 025 | Brandenburg-Ansbach    |                        |
| Götzenreuth                 | 005 | 006 | 083 | Brandenburg-Ansbach    |                        |
| Grafenberg                  | 002 | 030 | 007 | Hochstift Eichstätt    |                        |
| Gräfensteinberg             | 002 | 054 | 004 | Brandenburg-Ansbach    |                        |
| Großbellhofen               | 012 | 013 | 092 | Pfalz-Bayern           |                        |
| Großhöbing                  | 001 | 023 | 004 | Hochstift Eichstätt    |                        |
| Großneuses                  | 001 | 009 | 011 | Hochstift Bamberg      |                        |
| Großschwarzenlohe           | 001 | 022 | 005 | Brandenburg-Ansbach    |                        |
| Großvoggenhof               | 002 | 006 | 033 | Brandenburg-Ansbach    |                        |
| Großweismannsdorf           | 001 | 017 | 006 | Brandenburg-Ansbach    |                        |
| Güsseldorf                  | 001 | 007 | 014 | Hochstift Eichstätt    |                        |
| Haimendorf                  | 001 | 018 | 006 | Reichsstadt Nürnberg   | Brandenburg-Ansbach ⚔  |
| Haimpfarrich                | 001 | 008 | 013 | Brandenburg-Ansbach    | Pfalz-Bayern ⚭         |
| Hammerbach                  | 005 | 026 | 019 | Brandenburg-Bayreuth   | Hochstift Bamberg ⚔    |
| Happurg                     | 002 | 082 | 002 | Reichsstadt Nürnberg   |                        |
| Haslach                     | 003 | 008 | 038 | Pfalz-Bayern           |                        |
| Häuselstein                 | 003 | 007 | 043 | Pfalz-Bayern           |                        |
| Hausen                      | 017 | 064 | 027 | Hochstift Bamberg      | Brandenburg-Bayreuth ⚭ |
| Hausheim                    | 021 | 040 | 053 | Pfalz-Bayern           |                        |
| Herlingshard                | 001 | 002 | 050 | Hochstift Eichstätt    |                        |
| Herzogenaurach              | 002 | 203 | 001 | Hochstift Bamberg      |                        |
| Heuchling bei Lauf          | 003 | 034 | 009 | Reichsstadt Nürnberg   |                        |
| Hinterhaslach               | 002 | 002 | 100 | Reichsstadt Nürnberg   |                        |
| Höfen                       | 002 | 018 | 011 | Brandenburg-Ansbach    | Reichsstadt Nürnberg ⚔ |
| Höflas                      | 002 | 007 | 029 | Reichsstadt Nürnberg   |                        |
| Höfles                      | 002 | 022 | 009 | Reichsstadt Nürnberg   | Brandenburg-Ansbach ⚔  |
| Hormersdorf                 | 001 | 013 | 008 | Pfalz-Bayern           |                        |
| Hüttenbach                  | 001 | 068 | 001 | Pfalz-Bayern           |                        |
| Igelsbach                   | 001 | 030 | 003 | Brandenburg-Ansbach    |                        |
| Kauernhofen                 | 003 | 014 | 021 | Brandenburg-Ansbach    |                        |
| Kersbach                    | 001 | 022 | 005 | Pfalz-Bayern           |                        |
| Kettenbach                  | 002 | 012 | 017 | Pfalz-Bayern           |                        |
| Kleingründlach              | 003 | 006 | 050 | Reichsstadt Nürnberg   | Brandenburg-Ansbach ⚔  |
| Kleinreuth hinter der Veste | 007 | 038 | 018 | Reichsstadt Nürnberg   | Brandenburg-Ansbach ⚔  |
| Kohlersmühle                | 001 | 001 | 100 | Brandenburg-Ansbach    |                        |
| Laipersdorf                 | 006 | 009 | 067 | Pfalz-Bayern           |                        |
| Laubendorf                  | 001 | 037 | 003 | Brandenburg-Ansbach    |                        |
| Leichendorf                 | 002 | 010 | 020 | Brandenburg-Ansbach    |                        |
| Leinburg                    | 008 | 064 | 013 | Reichsstadt Nürnberg   | Brandenburg-Ansbach ⚔  |
| Loderbach                   | 004 | 015 | 027 | Pfalz-Bayern           |                        |
| Lochhof                     | 002 | 002 | 100 | Pfalz-Bayern           |                        |
| Lohhof                      | 002 | 002 | 100 | Brandenburg-Ansbach    | Reichsstadt Nürnberg ⚔ |
| Ludersheim                  | 006 | 013 | 046 | Reichsstadt Nürnberg   | Brandenburg-Ansbach ⚔  |
| Mailach                     | 002 | 028 | 007 | Hochstift Bamberg      |                        |
| Mausdorf                    | 003 | 016 | 019 | Brandenburg-Bayreuth   |                        |
| Möchs                       | 001 | 013 | 008 | Reichsstadt Nürnberg   |                        |
| Morsbach                    | 009 | 026 | 035 | Hochstift Eichstätt    |                        |
| Morsbrunn                   | 002 | 017 | 012 | Reichsstadt Nürnberg   |                        |
| Mosbach                     | 002 | 015 | 013 | Hochstift Eichstätt    |                        |
| Mosenhof                    | 002 | 006 | 033 | Reichsstadt Nürnberg   |                        |
| Müncherlbach                | 003 | 019 | 016 | Brandenburg-Bayreuth   |                        |
| Nankendorf                  | 001 | 001 | 100 | Hochstift Bamberg      |                        |
| Nennslingen                 | 001 | 082 | 001 | Brandenburg-Ansbach    |                        |
| Nerreth                     | 001 | 006 | 017 | Brandenburg-Ansbach    |                        |
| Netzstall                   | 001 | 002 | 050 | Reichsstadt Nürnberg   | Brandenburg-Ansbach ⚔  |
| Niederndorf                 | 001 | 027 | 004 | Hochstift Bamberg      |                        |
| Nuschelberg                 | 001 | 008 | 013 | Reichsstadt Nürnberg   |                        |
| Oberasbach                  | 005 | 022 | 023 | Brandenburg-Ansbach    |                        |
| Oberbüchlein                | 001 | 006 | 017 | Brandenburg-Ansbach    |                        |
| Oberhöchstädt               | 002 | 059 | 003 | Hochstift Bamberg      |                        |
| Obermembach                 | 002 | 002 | 100 | Hochstift Bamberg      |                        |
| Obermichelbach              | 002 | 020 | 010 | Brandenburg-Ansbach    |                        |
| Oberndorf                   | 001 | 020 | 005 | Reichsstadt Nürnberg   | Pfalz-Bayern ⚭         |
| Oberreichenbach             | 002 | 020 | 010 | Brandenburg-Bayreuth   |                        |
| Oberried                    | 001 | 005 | 020 | Pfalz-Bayern           |                        |
| Oberweihersbuch             | 002 | 010 | 020 | Brandenburg-Ansbach    |                        |
| Ottensoos                   | 003 | 065 | 005 | Pfalz-Bayern           |                        |
| Pfaffenhofen                | 001 | 024 | 004 | Brandenburg-Ansbach    |                        |
| Pyras                       | 004 | 031 | 013 | Brandenburg-Ansbach    |                        |
| Rasch                       | 001 | 037 | 003 | Reichsstadt Nürnberg   | Brandenburg-Ansbach ⚔  |
| Raubersried                 | 008 | 021 | 038 | Brandenburg-Ansbach    |                        |
| Retzelfembach               | 001 | 022 | 005 | Brandenburg-Ansbach    |                        |
| Reuth am Wald               | 002 | 029 | 007 | Hochstift Eichstätt    |                        |
| Röhrischhof                 | 001 | 001 | 100 | Pfalz-Bayern           |                        |
| Röthenbach bei Altdorf      | 002 | 011 | 018 | Reichsstadt Nürnberg   | Brandenburg-Ansbach ⚔  |
| Röthenbach an der Pegnitz   | 001 | 010 | 010 | Reichsstadt Nürnberg   | Brandenburg-Ansbach ⚔  |
| Rummelsberg                 | 002 | 002 | 100 | Reichsstadt Nürnberg   | Brandenburg-Ansbach ⚔  |
| Schafhof                    | 002 | 002 | 100 | Reichsstadt Nürnberg   | Brandenburg-Ansbach ⚔  |
| Schaftnach                  | 001 | 013 | 008 | Brandenburg-Ansbach    |                        |
| Schallershof                | 001 | 001 | 100 | Reichsstadt Nürnberg   | Brandenburg-Ansbach ⚔  |
| Schwarzenbach               | 001 | 027 | 004 | Reichsstadt Nürnberg   | Brandenburg-Ansbach ⚔  |
| Schwimbach                  | 031 | 031 | 100 | Brandenburg-Ansbach    |                        |
| See                         | 001 | 010 | 010 | Reichsstadt Nürnberg   |                        |
| Seukendorf                  | 004 | 032 | 013 | Brandenburg-Ansbach    |                        |
| Simmelsdorf                 | 003 | 041 | 007 | Pfalz-Bayern           |                        |
| Simonshofen                 | 034 | 040 | 085 | Reichsstadt Nürnberg   |                        |
| Speikern                    | 001 | 027 | 004 | Pfalz-Bayern           |                        |
| Spitalhof                   | 003 | 003 | 100 | Reichsstadt Nürnberg   | Brandenburg-Ansbach ⚔  |
| Stetten                     | 001 | 012 | 008 | Brandenburg-Ansbach    |                        |
| Stinzendorf                 | 001 | 010 | 010 | Brandenburg-Ansbach    |                        |
| Stöckach                    | 003 | 010 | 030 | Reichsstadt Nürnberg   |                        |
| Stockheim                   | 001 | 007 | 014 | Brandenburg-Ansbach    |                        |
| Tragelhöchstädt             | 001 | 021 | 005 | Hochstift Bamberg      |                        |
| Trommetsheim                | 001 | 068 | 001 | Brandenburg-Ansbach    |                        |
| Tuchenbach                  | 001 | 031 | 003 | Brandenburg-Ansbach    |                        |
| Unterasbach                 | 001 | 009 | 011 | Brandenburg-Ansbach    |                        |
| Untereschenbach             | 001 | 021 | 005 | Brandenburg-Ansbach    |                        |
| Unterreichenbach            | 001 | 027 | 004 | Brandenburg-Ansbach    |                        |
| Unterrüsselbach             | 001 | 015 | 007 | Reichsstadt Nürnberg   |                        |
| Unterweihersbuch            | 001 | 007 | 014 | Brandenburg-Ansbach    |                        |
| Unterwinterbach             | 002 | 009 | 022 | Hochstift Bamberg      | Grafschaft Castell ⚔   |
| Vach                        | 004 | 090 | 004 | Brandenburg-Ansbach    |                        |
| Veldershof                  | 004 | 004 | 100 | Reichsstadt Nürnberg   |                        |
| Walkersbrunn                | 003 | 030 | 010 | Reichsstadt Nürnberg   |                        |
| Wallersberg                 | 002 | 002 | 100 | Reichsstadt Nürnberg   | Brandenburg-Ansbach ⚔  |
| Weickersdorf                | 003 | 005 | 060 | Hochstift Bamberg      | Grafschaft Castell ⚔   |
| Weigendorf                  | 002 | 010 | 020 | Reichsstadt Nürnberg   |                        |
| Weigenhofen                 | 001 | 018 | 006 | Reichsstadt Nürnberg   | Brandenburg-Ansbach ⚔  |
| Weitersdorf                 | 002 | 006 | 033 | Brandenburg-Ansbach    |                        |
| Wellerstadt                 | 003 | 016 | 019 | Brandenburg-Bayreuth   |                        |
| Wendelstein                 | 058 | 111 | 052 | Brandenburg-Ansbach    |                        |
| Wendelstein am Berg         | 014 | 014 | 100 | Brandenburg-Ansbach    |                        |
| Wengen                      | 003 | 029 | 010 | Reichsstadt Weißenburg |                        |
| Westhaid                    | 001 | 007 | 014 | Reichsstadt Nürnberg   | Brandenburg-Ansbach ⚔  |
| Wetzendorf bei Lauf         | 006 | 012 | 050 | Reichsstadt Nürnberg   | Brandenburg-Ansbach ⚔  |